# Michelle Meyrink
Michelle Meyrink (* 1. September 1962 in Vancouver) ist eine kanadische Filmschauspielerin.

## Leben
Michelle Meyrink war in den 1980er Jahren als Filmschauspielerin in den Vereinigten Staaten aktiv. Sie spielte in Die Outsider als Marcia, Valley Girl als Suzi und Die Rache der Eierköpfe als Judy mit. The Last Song war ihr letzter großer Film. Sie zog sich danach ins Privatleben zurück. Als verheiratete Frau und Mutter gründete sie später mit dem Actorium eine Schauspielschule in Vancouver.

## Filmografie (Auswahl)
- 1983: Die Outsider (The Outsiders)
- 1983: Valley Girl
- 1984: Die Rache der Eierköpfe (Revenge of the Nerds)
- 1984: Joy of Sex
- 1985: Was für ein Genie (Real Genius)
- 1985: Wenn Träume wahr wären (One Magic Christmas)
- 1988: The Last Song (Permanent Record)